# Абеше
Абешѐ (на френски: Abéché) е четвъртият по големина град в Чад, административен център на регион Уадаи и депатрамент Уара. Населението му е около 76 000 души (2012), главно от етническите групи маба и шуа (чадски араби). Намира се в източен Чад, и е основен търговски, транспортен и образователен център в тази част на страната.

## География
Абеше е разположен на 542 метра надморска височина в платото Уадаи, на 130 километра западно от границата със Судан и на 650 километра североизточно от столицата Нджамена.
Климатът е горещ полупустинен (BSh по Кьопен). Средната годишна температура е 29,4 °C, а годишното валежно количество възлиза на 484 мм.

## История
Селището се разраства в края на XIX век, когато кладенците в дотогавашната столица на султаната Уадаи Уара пресъхват и седалището на султаните е преместено в Абеше. Уадаи, държава на етническата група маба, дължи ролята си на своето стратегическо положение в транссахарската търговия и на улова на роби от немюсюлманските територии на юг. През 1909 година султанатът е завладян от Франция и малко по-късно става част от колонията Френска Екваториална Африка. По това време Абеше най-големият град в Чад (с население от около 28 000 души). През 1919 година епидемия намалява населението до едва 6000 души. През 1960 година става част от самостоятелната република Чад.
На 25 ноември 2006 година Абеше е завзет от бунтовническата групировка „Съюз на силите за демокрация“, а на следващия ден съседният град Билтин е превзет от Движението на демократичните сили. И двете организации целят свалянето на президента Идрис Деби. Едва ден по-късно армията на Чад завзема обратно и двата града.

## Икономика
Развита е търговията с месо, кожа, сол, риба и индиго. Произвежда се гума арабика.

## Инфраструктура
Днес в Абеше има множество пазари, две джамии и църква, султански дворец и голям площад. Съществува малко летище, както и гимназия (Френско-арабски лицей), университет (Университет „Адам Барка“) и институт по наука и техника.